# Виланова Туло
Виланова Туло (итал. Villanova Tulo) је насеље у Италији у округу Каљари, региону Сардинија.
Према процени из 2011. у насељу је живело 1126 становника. Насеље се налази на надморској висини од 575 м.

## Становништво
| 1931. | 1936. | 1951. | 1961. | 1971. | 1981. | 1991. | 2001. | 2011. |
| ----- | ----- | ----- | ----- | ----- | ----- | ----- | ----- | ----- |
| 1.222 | 1.282 | 1.603 | 1.780 | 1.241 | 1.235 | 1.140 | 1.208 | 1.158 |